# Потапенко Володимир Дмитрович

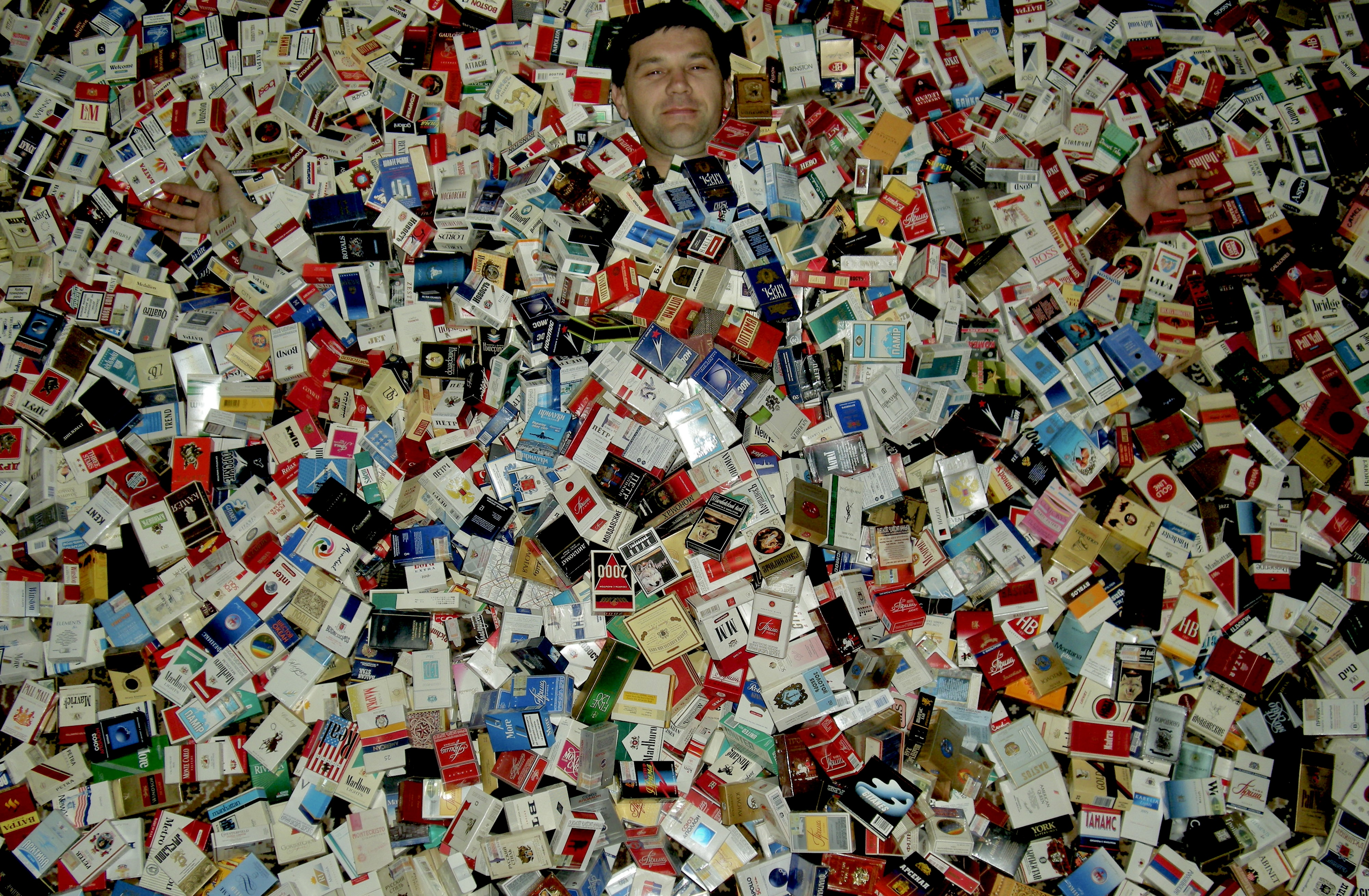
Колекціонер В. Потапенко

Географія колекції

Володи́мир Дми́трович Пота́пенко (нар. 29 лютого 1968, м. Кіровоград) — відомий український колекціонер-ніковіліст.

## Біографічні дані
Володимир Дмитрович Потапенко народився 29 лютого 1968 року в місті Кіровоград, батько Дмитро Архипович, мати Зінаїда Федорівна.
В 1970 році родина переїхала в м. Комсомольськ, Полтавської області.
З 1975 по 1983 навчався в середній школі № 3, в 1987 році закінчив Комсомольський гірничо-металургійний технікум, по закінченню якого призваний до лав Радянської армії.
З 1989 по 1994 навчався на факультеті «Прикладна математика» Дніпропетровського Державного Університету імені Олеся Гончара.
Одружився в 1994 році, донька Світлана народилася в 1994, син Андрій в 1999 роках.
З 2000 року постійно мешкає в м. Дніпро.
Ніколи не палив, займається спортом. Хобі: колекціонування, подорожі, екстрим, політика, комп'ютерні технології.

## Хобі, яке стало професією
У 1986 році на аматорському турнірі з бадмінтону як приз 18-річному Володимирові дісталася пачка північнокорейських сигарет Ggoeggolsae. Ніхто в родині не палив, а пачка була гарна — він просто поставив її на полицю у своїй кімнаті.
Приблизно в цьому ж році на вулиці рідного Комсомольська йому потрапила в очі викурена пачка Dunhill King Size з Великої Британії з гарним строгим «капіталістичним» дизайном. Треба сказати, що для періоду «махрового» СРСР подібні закордонні речі були в дивину. Народженим після СРСР цей стан зрозуміти важко, але тоді захвату Володимира не було межі — порожня пачка зробила революцію в його свідомості, з цього часу Володимир вирішив колекціонувати сигаретні пачки.
Купував всі що знаходив у продажу, щось дарували друзі, у 1991 році про колекцію навіть була надрукована стаття в місцевій газеті.
Тютюновий асортимент в СРСР був слабким, тому до 1989 року колекція нараховувала лише три сотні екземплярів.
Розпад СРСР і відкриття кордонів заповнили вітрини магазинів різноманіттям сигарет з багатьох країн і породили бум колекціонування — в 1991 Володимир уперше познайомився з колегами, почалися щотижневі зустрічі й обміни, колекція стала рости як на дріжджах.
Через кілька років народ звик до асортименту, охолонув до хобі, і до початку 2000-х років Володимир придбав майже всі колекції Дніпропетровська, а пізніше й декілька колекцій у СНД.
З 2001 року Володимир є членом Міжнародного Клубу Колекціонерів Сигарет CPCCA (Cigarette Pack Collectors Club of Argentina — тодішній центр світового тютюнового хобі), пізніше став членом ще декількох тютюнових асоціацій світу.
14 вересня 2013 року колекція Потапенко В. Д. була занесена до Національного Реєстру Рекордів України з показником 30.733 різних пачок.
Колекціонування сигарет має свою назву — «ніковілія». Основне надходження в колекцію — обміни з колегами з усього світу. З 2000 року Потапенко В. Д. відправив у різні країни більш ніж тонну поштових посилок з майже 100.000 порожніми й повними пачками. З багатьма колегами зустрічався особисто на тютюнових виставках й під час подорожей.
Відповідно до статистики, останні 20 років колекція росте із середньою швидкістю 4 нових пачки за добу.
У колекції представлені повні й порожні пачки всіляких форматів і дизайнів, із різних матеріалів (папір, метал, пластик, тканина, скло, прозоре ПВХ, гума), найстаріші пачки зроблені в позаминулому сторіччі.
Найбільше представлені в колекції бренди:
- Camel — 1674 різних пачки,
- Marlboro — 1048,
- Pall Mall — 774,
- Winston — 736,
- LM — 718,
- Lucky Strike — 650,
- Mild Seven — 587,
- Прима — 582,
- Cherry — 531,
- Kent — 488.

Станом на 1 січня 2025 року розмір колекції становив 41 390 пачок з понад 150 країн, вона входить у двадцятку найбільших тютюнових колекцій світу. Якщо всі пачки колекції розмістити щільно на вітрині, її площа перевищить 202 м². Якщо всі пачки поставити поруч в ряд, його довжина складе 2.343 метри. Якщо всі пачки поставити одна на одну, висота стовпчика складе 3.582 м.

## Фото

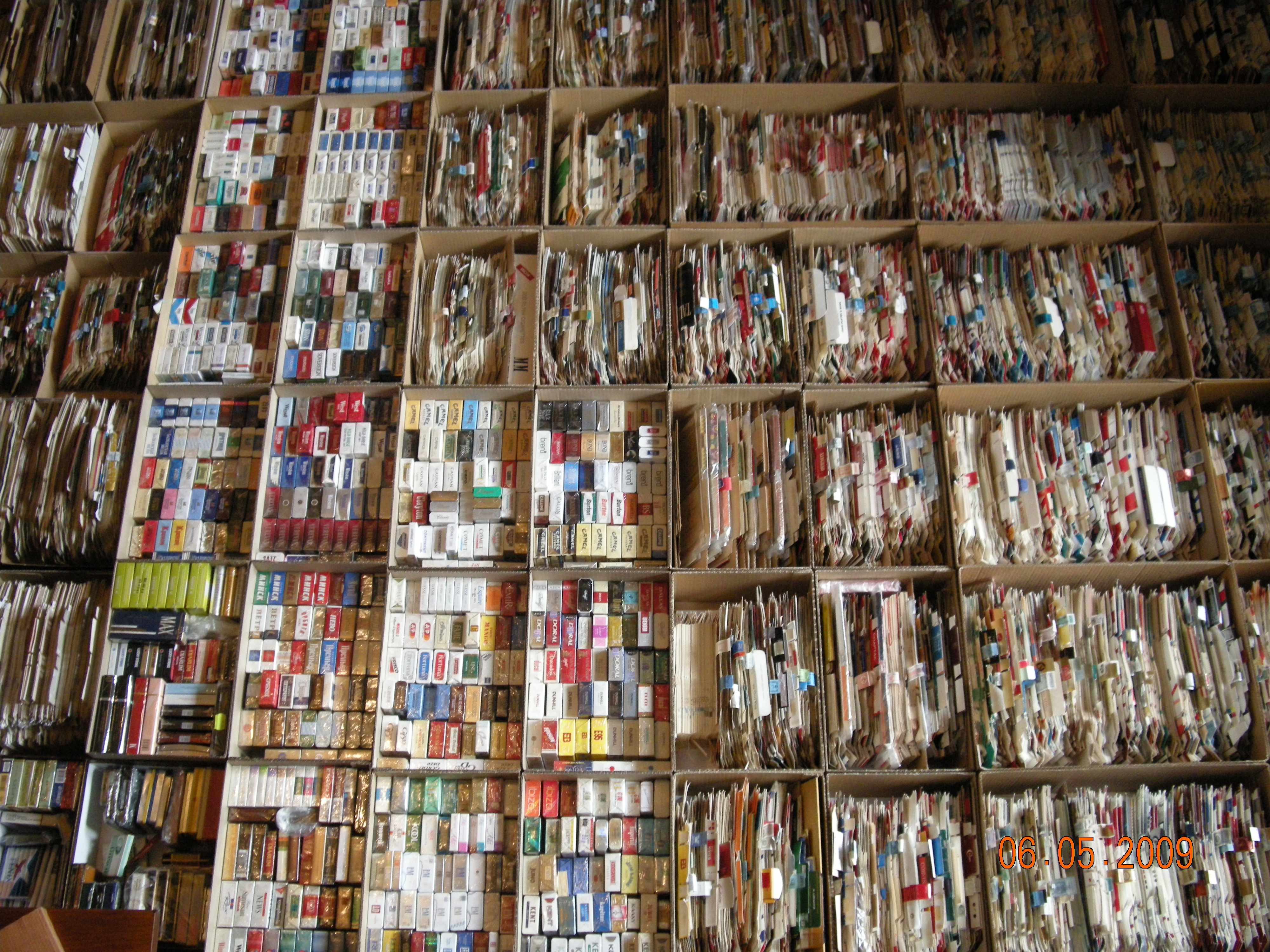
Колекція станом на травень 2009
Сертифікат члена Міжнародного Клубу Колекціонерів Сигарет
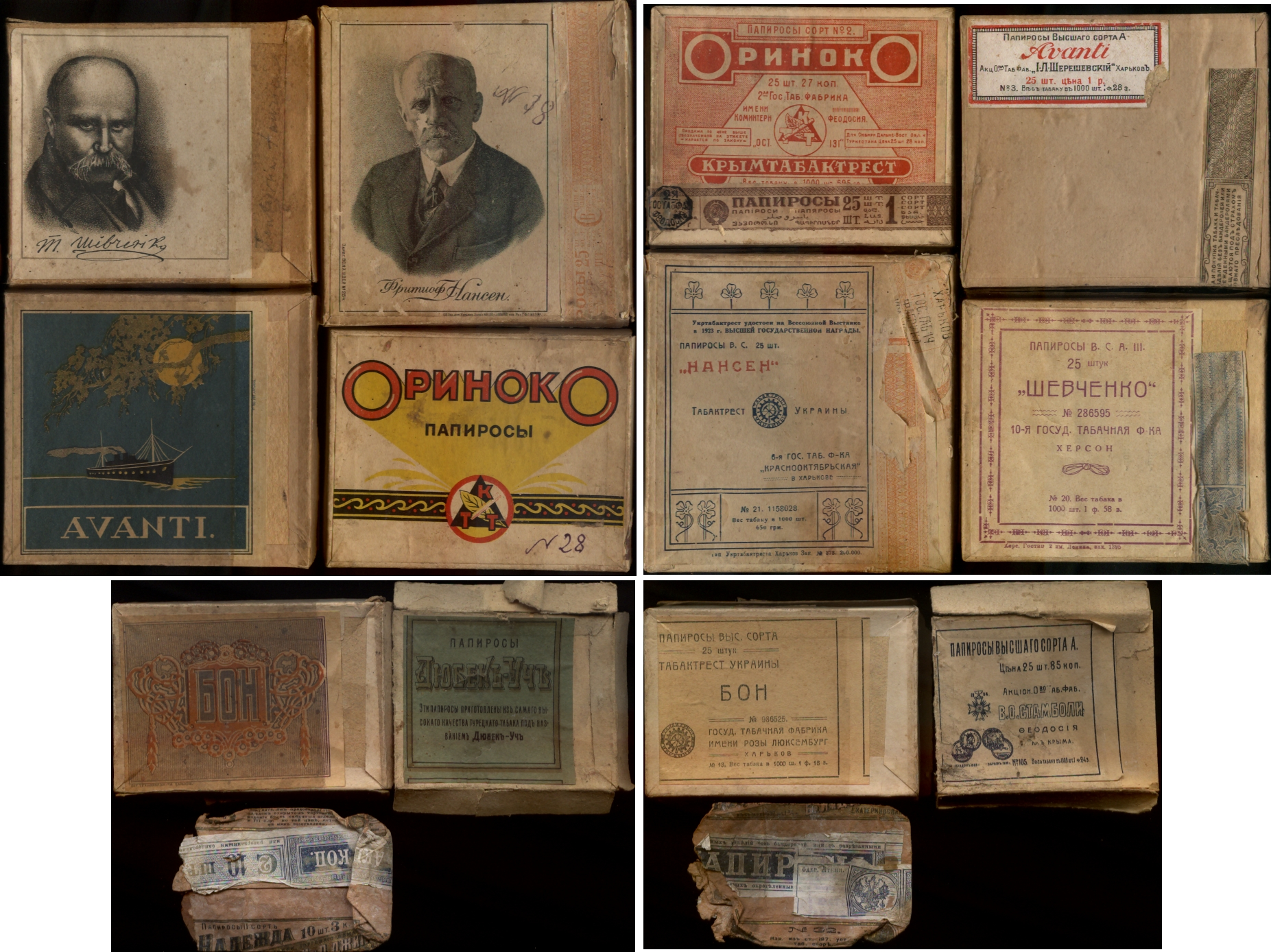
Раритетні цигарки
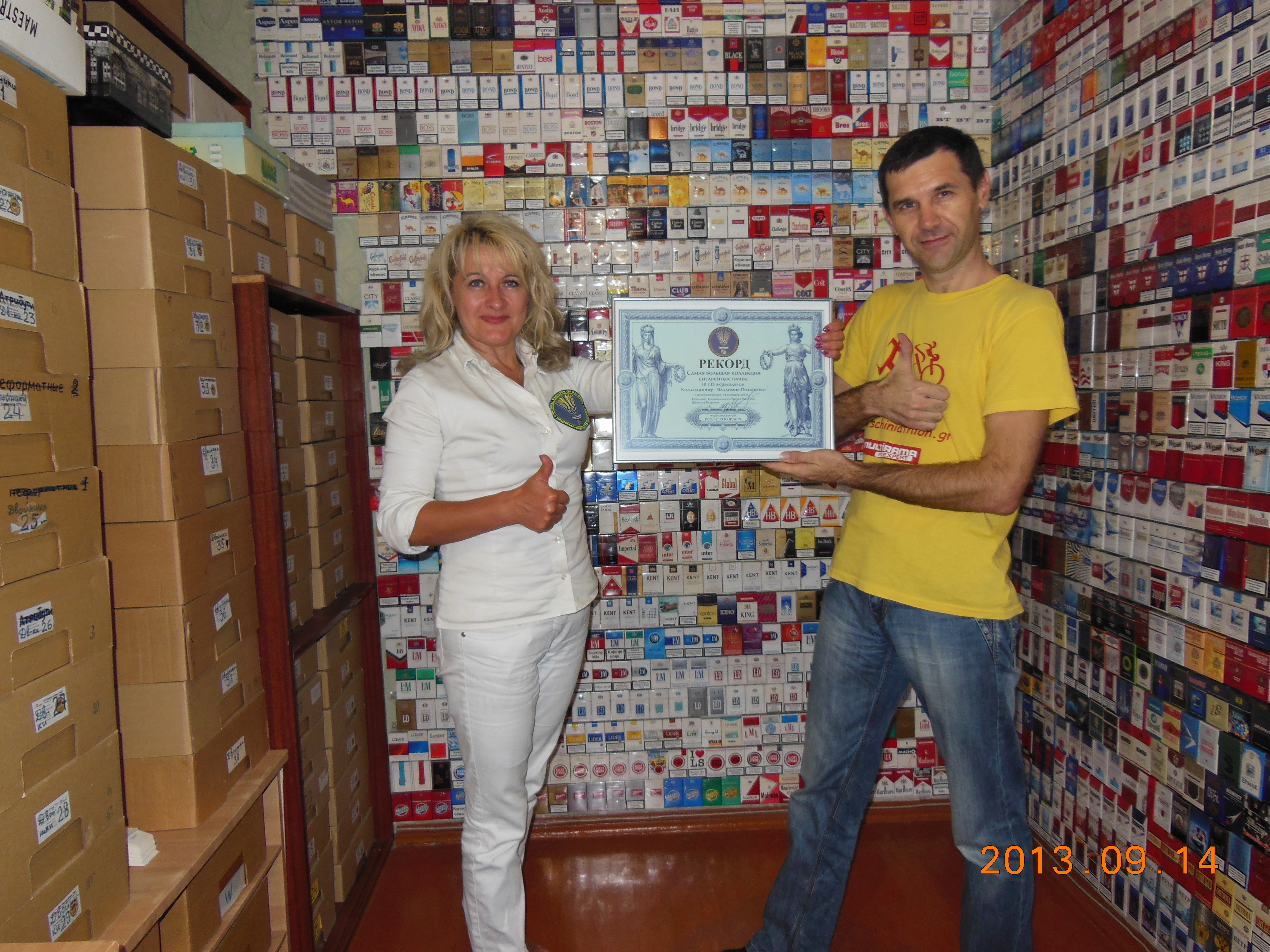
У тютюновому кабінеті
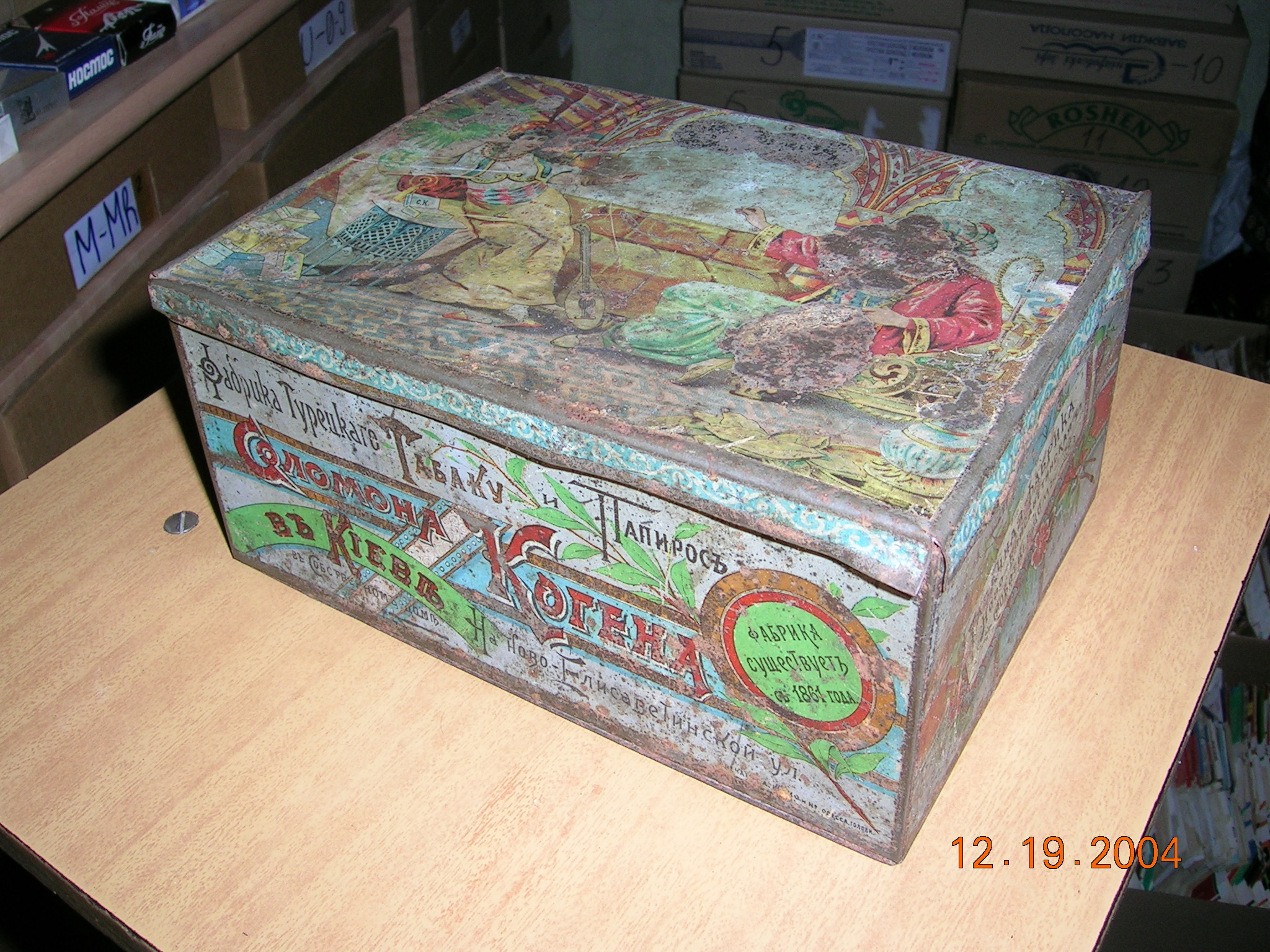
Один з найстаріших експонатів колекції
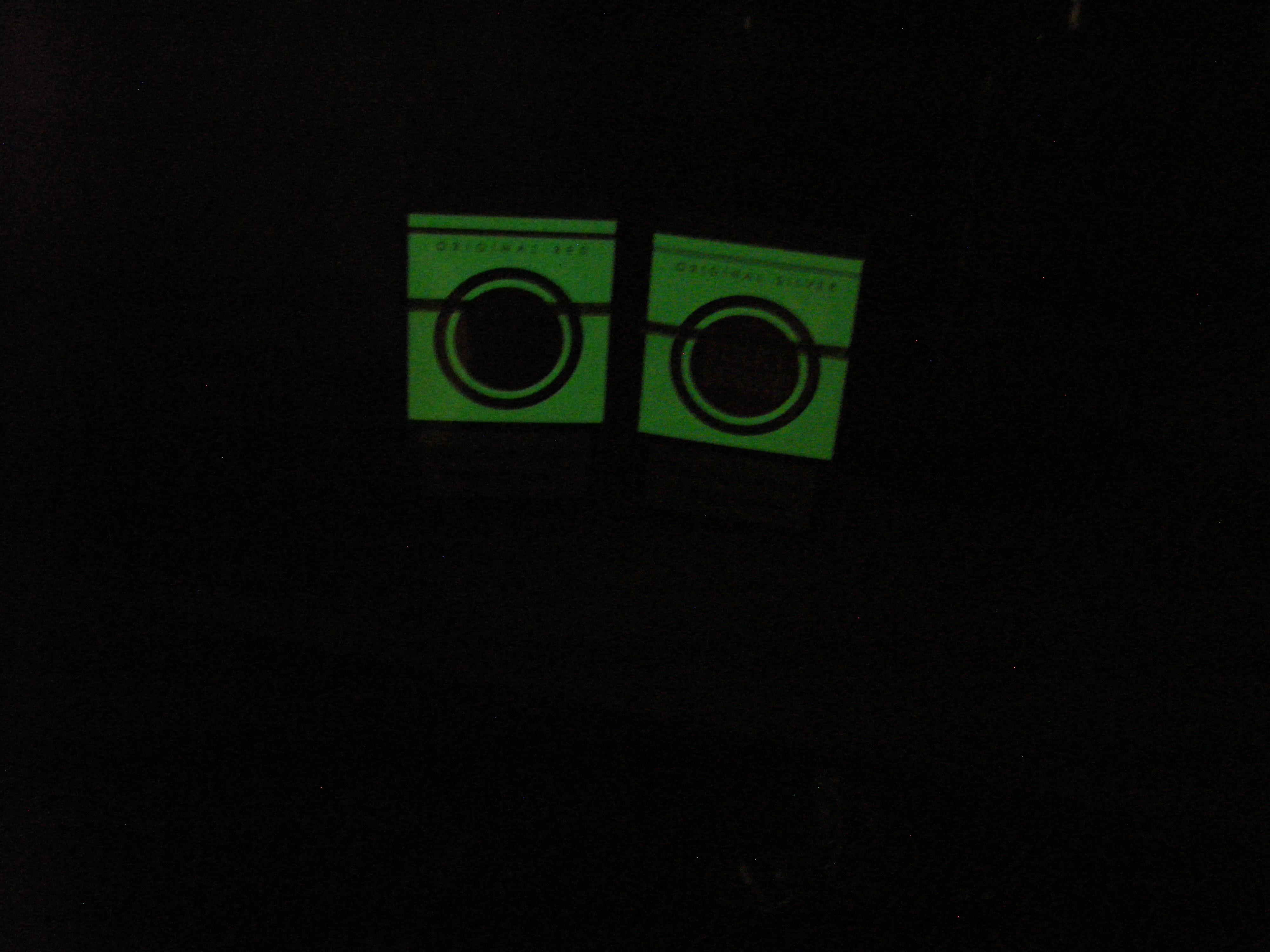
Lucky Strike «Фосфор» — фото зроблено в абсолютно темній кімнаті
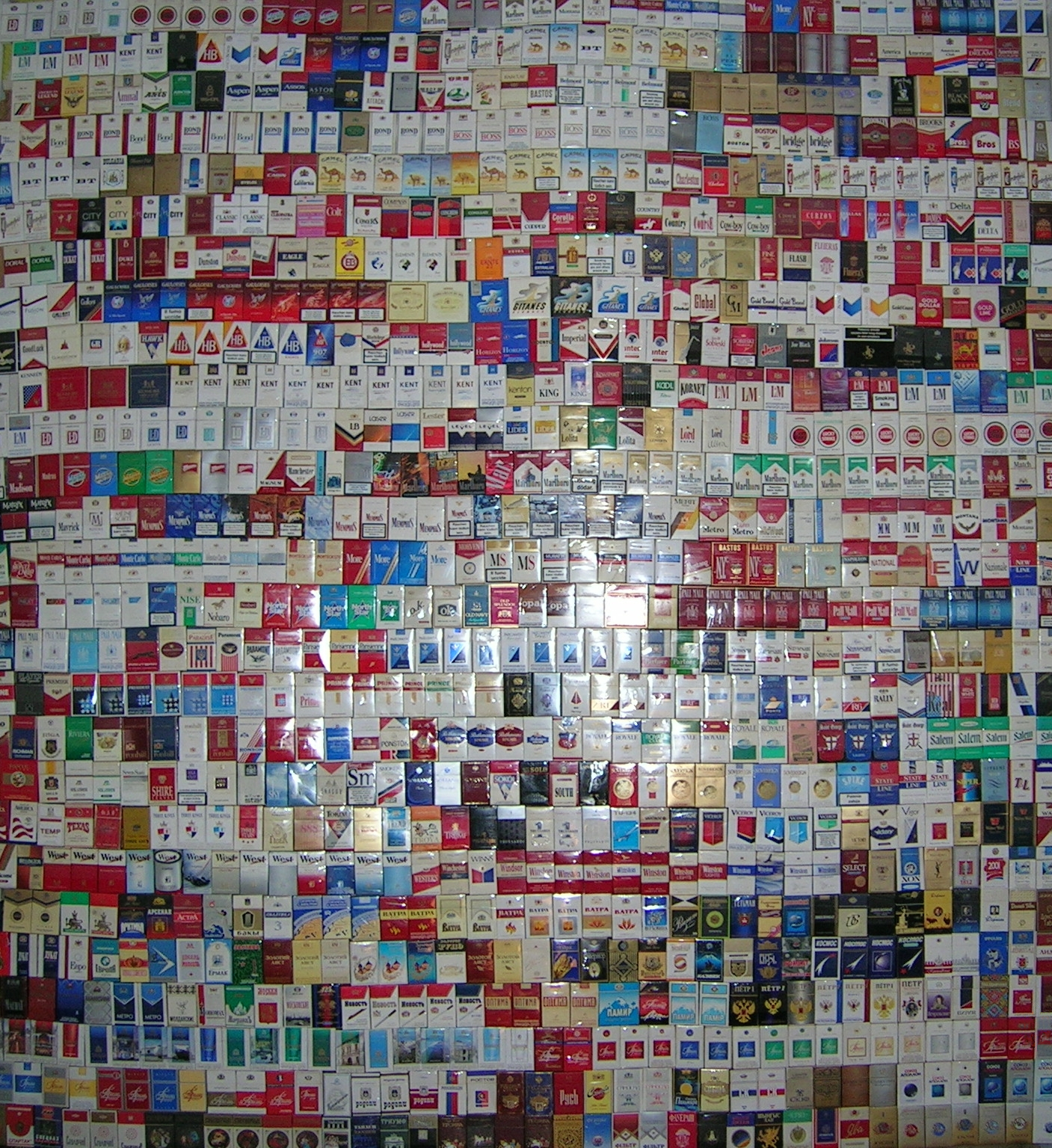
Фрагмент стіни сигарет
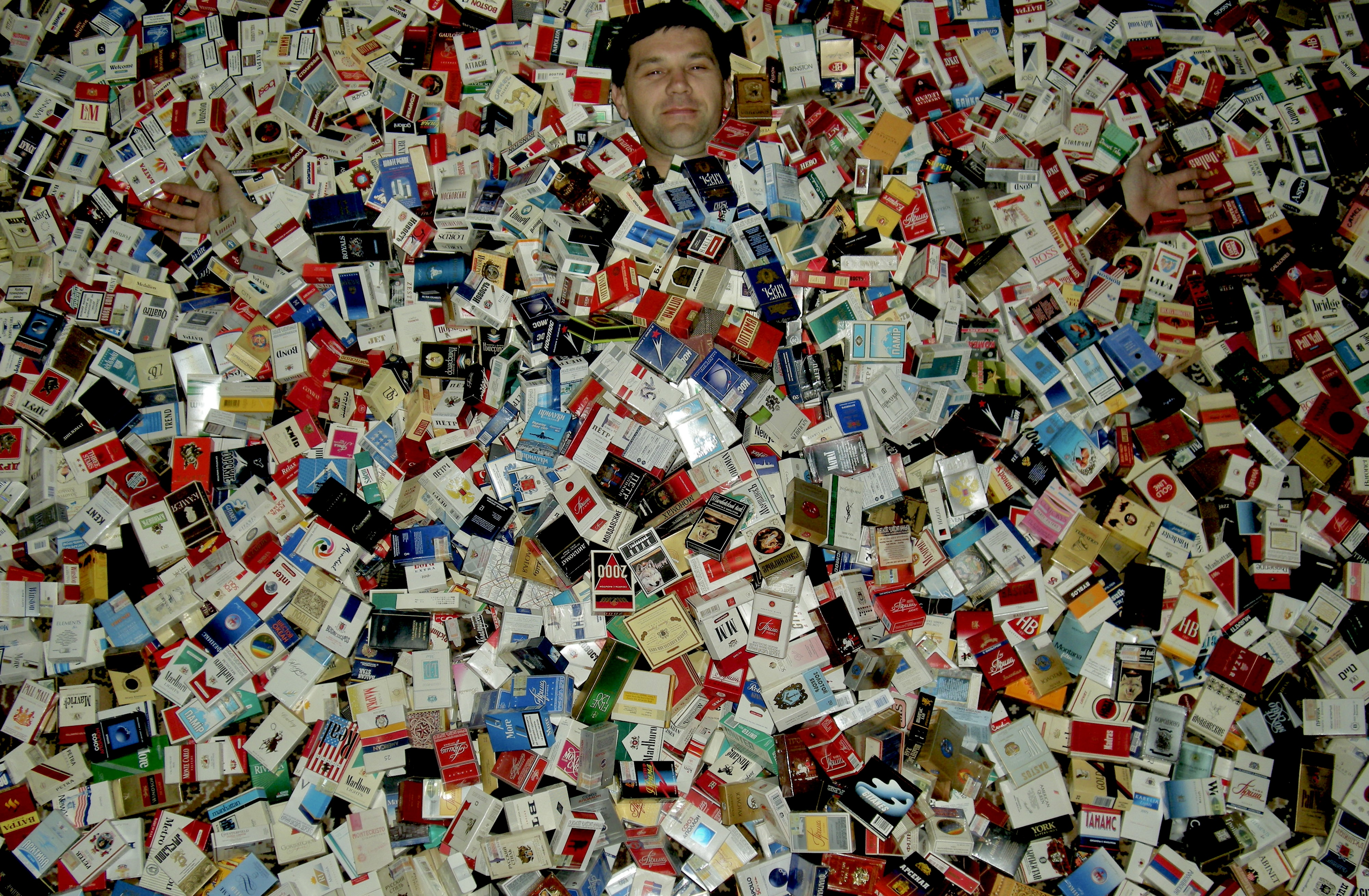
Море сигарет, 2008
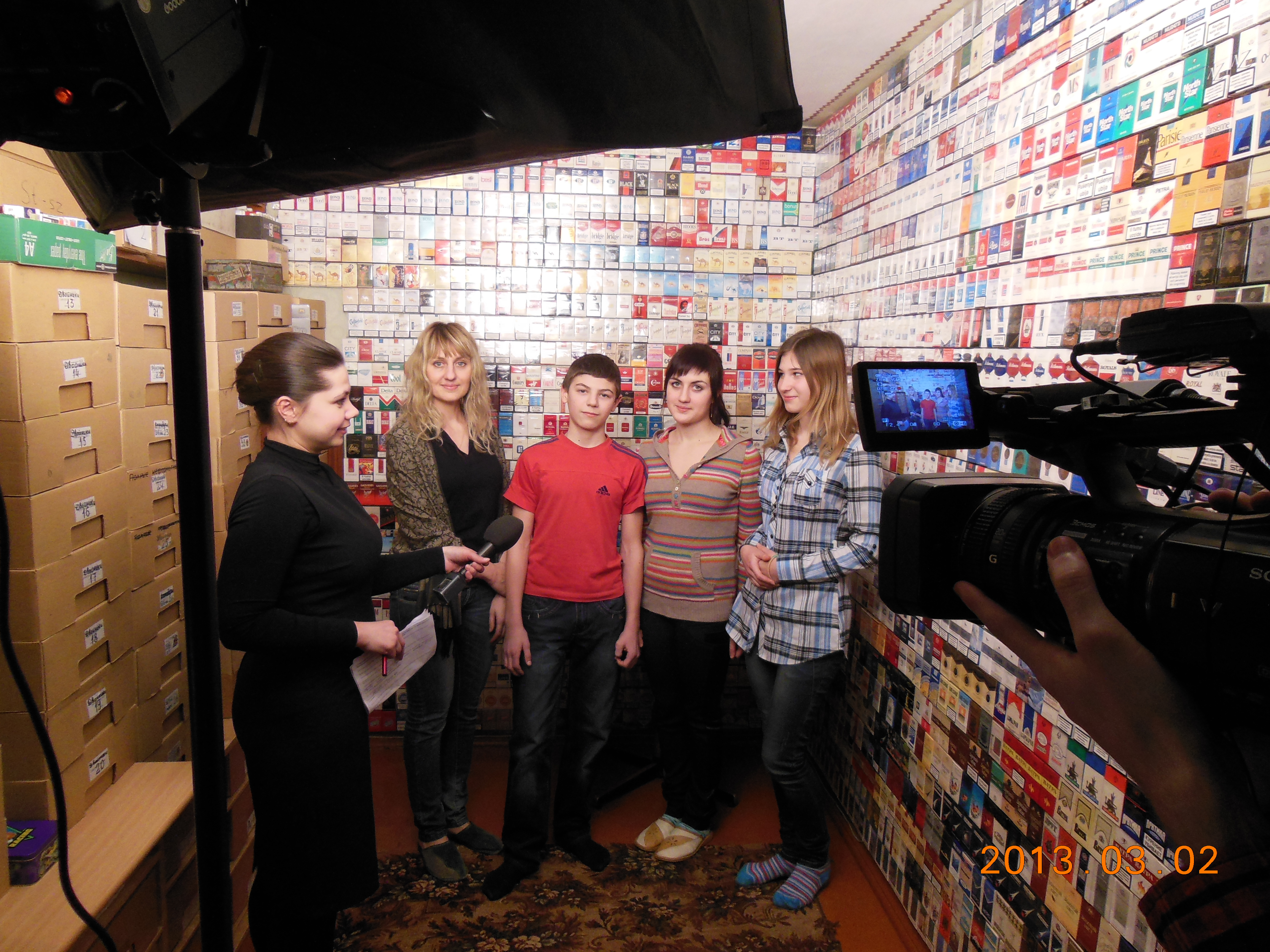
Зйомка для телеканалу «Перець»